# Вулиця Івана Франка (Черкаси)
Вулиця Іва́на Франка́ — вулиця у Черкасах.

## Розташування
Вулиця починається від вулиці Кавказької і простягається на південний захід, впирається в узвіз Грецький.

## Опис
Вулиця неширока, від вулиці Хрещатик асфальтована.

## Походження назви
Вулиця утворена 1893 року і називалась спочатку Руськополянська. В 1923 році перейменована на честь Івана Франка, українського письменника.

## Будівлі
По вулиці розташовані приватні будинки, між вулицями Благовісною та Надпільною ліворуч знаходиться старе Троїцьке кладовище.